# ساكن الحاج صالح

تعديل مصدري - تعديل

ساكن الحاج صالح هي إحدى قرى عزلة جعار بمديرية خنفر التابعة لمحافظة أبين، بلغ تعداد سكانها 24 نسمة حسب تعداد اليمن لعام 2004.